# Bartholomeus Johannes van Hove

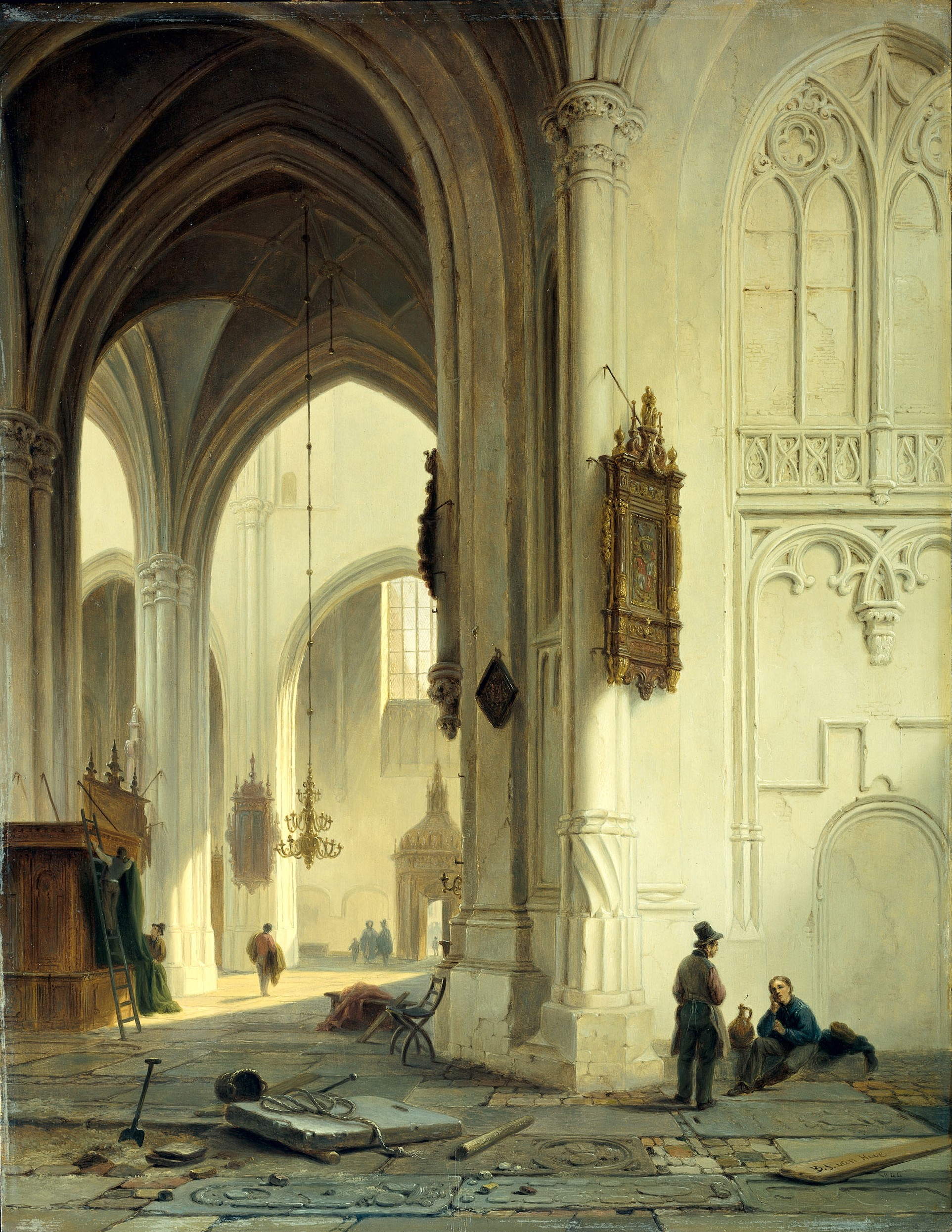
Kircheninterieur

Bartholomeus Johannes van Hove (* 28. Oktober 1790 in Den Haag; † 8. November 1880 ebenda) war ein niederländischer Landschafts- und Vedutenmaler sowie Aquarellist und Lithograf. Er war Vater von Hubertus van Hove.
Zunächst erhielt er von seinem Vater Hubertus van Hove, einem Vergolder, Ratschläge und Anleitungen zum Zeichnen, später war er Schüler des Bühnenmalers Johannes Henricus Albertus Antonius Breckenheijmer. 1812 wurde er als Schüler der Koninklijke Academie van Beeldende Kunsten in Den Haag registriert. Van Hove zählt zu den Vorreitern der Haager Schule und war Mitbegründer des Vereins „Pulchri Studio“ in Den Haag. Er war ein bekannter Bühnenbildner, auch ein Maler von Stadtansichten, die er meist mit vielen Figuren ausstattete. Er fertigte auch Aquarelle und Lithografien an. 
Er lebte und arbeitete in Den Haag, vorübergehend, von 1839 bis 1840, in Nimwegen.
Zu seinen Schülern gehörten Carel Jacobus Behr, Petrus Augustus Beretta, Pieter Gerardus Bernhard, Johannes Bosboom, Cornelis de Cocq, Johannes Joseph Destrée, Lambertus Hardenberg, Hubertus van Hove, Johannes van Hove, Herman Gijsbert Keppel Hesselink, Everhardus Koster, Charles Leickert, Maurits Leon, Ferdinand Carl Sierich, Johannes Anthonie Balthasar Stroebel, Willem (II) Troost, Petrus Gerardus Vertin, Salomon Leonardus Verveer, Lodewijk Anthony Vintcent, Hendricus Stephanus Johannes van Weerden, Johan Hendrik Weissenbruch, Cornelis (sr.) Westerbeek und Salomon van Witsen.